# Więzienie Stadelheim
Więzienie Stadelheim w Monachium – jedno z największych więzień w Niemczech, znajduje się w dzielnicy Obergiesing.

## Historia
Założone w 1894 w czasach cesarza Wilhelma II. W więzieniu wykonano przynajmniej 1049 wyroków śmierci, większość w okresie III Rzeszy. W 1922 przebywał w nim krótko Adolf Hitler. W okresie III Rzeszy więzienie nazistowskie, w którym wykonywano wyroki śmierci przez zgilotynowanie na wrogach politycznych oraz członkach niemieckiego antynazistowskiego ruchu oporu. W Stadelheim ścięto zarówno konspiratorów z organizacji Białej Róży, m.in. Sophie Scholl, Hansa Scholla oraz Christopha Probsta (1943), jak również zastrzelono przywódcę nazistowskich bojówek SA, który zbyt mocno uniezależnił się od Führera – Ernsta Röhma (1934). Po wojnie za jazdę samochodem po pijanemu trafił tu również polski pisarz Marek Hłasko. W więzieniu tym przebywał czekający na wyrok oskarżony o współudział w mordowaniu Żydów Iwan Demianiuk.

## Dane statystyczne
- Powierzchnia: 14 hektarów
- Pojemność: około 1500 więźniów (maksimum 2100)
- Największa liczba więźniów: 9 października 1993 – 1969 więźniów
- Egzekucje w latach 1895–1927: 14
- Egzekucje w latach 1933–1945: około 1035